# 榧形笔螺
榧形笔螺（学名：Imbricaria olivaeformis）是一個海螺的物種，屬於海洋腹足綱軟體動物之下的笔螺科小笔螺属。

## 分佈
本物種分佈於印度太平洋區：在印度洋有马斯克林群岛盆地及留尼汪；
在西太平洋及中太平洋分佈於日本、夏威夷、琉球、菲律賓、巴布亞新畿內亞及澳大利亞。
有文獻指印度尼西亚、台湾亦有分佈。
常栖息在潮间带砂底。

## 外型
螺殼長度從7毫米到21毫米不等。